# Juan Arza
Juan Arza Iñigo (Estella, 12 de junho de 1923 — Sevilha, 17 de julho de 2011) foi um futebolista e treinador espanhol que atuava como atacante.
Ele passou a maior parte de sua carreira no Sevilla, disputando 414 jogos oficiais ao longo de 16 temporadas da La Liga (206 gols, o melhor da história do clube), e também dirigiu seu time principal em várias ocasiões.

## Estatísticas

### Clubes
| Equipe            | Temporada         | Campeonato nacional | Campeonato nacional | Copas nacionais | Copas nacionais | Competições continentais | Competições continentais | Total | Total |
| Equipe            | Temporada         | Jogos               | Gols                | Jogos           | Gols            | Jogos                    | Gols                     | Jogos | Gols  |
| ----------------- | ----------------- | ------------------- | ------------------- | --------------- | --------------- | ------------------------ | ------------------------ | ----- | ----- |
| Alavés            | 1941–42           | 13                  | 4                   | —               | —               | —                        | —                        | 13    | 4     |
| Alavés            | Total             | 13                  | 4                   | —               | —               | —                        | —                        | 13    | 4     |
| Málaga            | 1942–43           | 9                   | 1                   | 2               | 1               | —                        | —                        | 11    | 2     |
| Málaga            | Total             | 9                   | 1                   | 2               | 1               | —                        | —                        | 11    | 2     |
| Sevilla           | 1943–44           | 25                  | 17                  | 6               | 1               | —                        | —                        | 31    | 18    |
| Sevilla           | 1944–45           | 25                  | 13                  | 6               | 2               | —                        | —                        | 31    | 15    |
| Sevilla           | 1945–46           | 25                  | 14                  | 6               | 1               | —                        | —                        | 31    | 15    |
| Sevilla           | 1946–47           | 22                  | 13                  | 4               | 1               | —                        | —                        | 26    | 14    |
| Sevilla           | 1947–48           | 23                  | 8                   | 6               | 5               | —                        | —                        | 29    | 13    |
| Sevilla           | 1948–49           | 14                  | 5                   | 2               | 1               | —                        | —                        | 16    | 6     |
| Sevilla           | 1949–50           | 21                  | 6                   | 5               | 4               | —                        | —                        | 26    | 10    |
| Sevilla           | 1950–51           | 14                  | 6                   | 1               | 0               | —                        | —                        | 15    | 6     |
| Sevilla           | 1951–52           | 28                  | 12                  | 3               | 1               | —                        | —                        | 31    | 13    |
| Sevilla           | 1952–53           | 22                  | 16                  | 1               | 0               | —                        | —                        | 23    | 16    |
| Sevilla           | 1953–54           | 19                  | 9                   | 7               | 2               | —                        | —                        | 26    | 11    |
| Sevilla           | 1954–55           | 29                  | 29                  | 7               | 6               | —                        | —                        | 36    | 35    |
| Sevilla           | 1955–56           | 23                  | 14                  | 2               | 0               | —                        | —                        | 25    | 14    |
| Sevilla           | 1956–57           | 30                  | 10                  | 2               | 0               | —                        | —                        | 32    | 10    |
| Sevilla           | 1957–58           | 22                  | 8                   | 2               | 0               | 5                        | 0                        | 29    | 8     |
| Sevilla           | 1958–59           | 7                   | 2                   | —               | —               | —                        | —                        | 7     | 2     |
| Sevilla           | Total             | 349                 | 182                 | 60              | 24              | 5                        | 0                        | 414   | 206   |
| Atlético Almería  | 1959–60           | 19                  | 2                   | 1               | 0               | —                        | —                        | 20    | 2     |
| Atlético Almería  | Total             | 19                  | 2                   | 1               | 0               | —                        | —                        | 20    | 2     |
| Total na carreira | Total na carreira | 390                 | 189                 | 63              | 25              | 5                        | 0                        | 458   | 214   |

### Seleção Espanhola
| Ano   | Jogos | Gols |
| ----- | ----- | ---- |
| 1947  | 1     | 0    |
| 1952  | 1     | 0    |
| Total | 2     | 0    |

## Títulos
Sevilla
- La Liga: 1945–46
- Copa del Rey: 1947–48

### Prêmios individuais
- Troféu Pichichi: 1954–55

### Artilharias
- La Liga de 1954–55 (29 gols)